# 354 военный клинический госпиталь ЦВО
354-й окружной военный клинический госпиталь ЦВО Министерства обороны Российской Федерации — военный госпиталь в Екатеринбурге, обслуживающий военнослужащих Центрального Военного округа.

## История
Сформирован приказом по 1-й Революционной (Уральской) Армии Труда от 13 февраля 1920 года как «лечебница для военнослужащих», и 20 марта того же года реорганизован в лечебный лазарет, а летом 1920 года переименован в Екатеринбургский местный военный госпиталь.
В сложных условиях Гражданской войны старший врач А. А. Тихомирова и младший врач — хирург Б. С. Серебровский организовать работу госпиталя, за время войны оказать медпомощь 3,5 тысячам красноармейцам и жителям города.

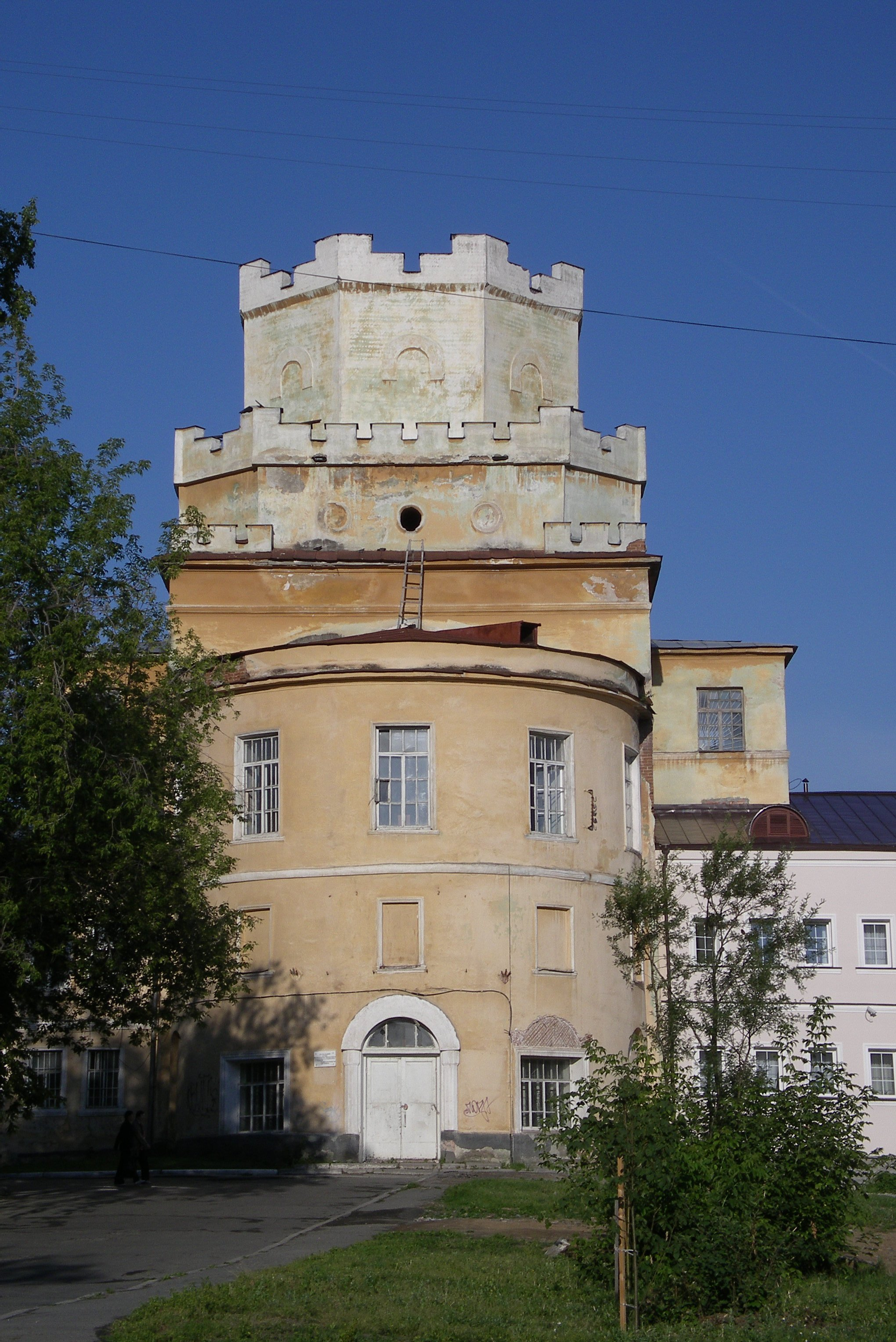
Здание Введенской церкви переделанное в корпус госпиталя (вместо купола сделаны зубцы), 2010 год

Госпиталь располагался в корпусах бывшего Ново-Тихвинского монастыря в Зелёной роще, здания перестроили: с храмов убрали купола и вместо них надстроили зубцы как у крепостей, во Всесвятской церкви располагалось психиатрическое отделение, а Введенский храм был перестроен под кабинет начальника госпиталя.
В 1935 году госпиталь получил статус Окружного для только что сформированного Уральского военного округа.
В годы Великой Отечественной войны госпиталь сформировал 75 полевых медицинских учреждений для действующей армии. Госпиталь, как и все госпитали г. Свердловска с июля 1941 года по июнь 1946 года входил в состав 91-го МЭП (местный эвакуационный пункт). На одном из занимаемых в то время здании — здании школы № 1 по Верх-Исетскому бульвару, 23 на фасаде установлена мемориальная доска с обозначением госпиталя № 354. Госпиталь был рассчитан на 1000 коек. Начальник — А. В. Тимофеев.
В 1994 году возобновил своё существование Ново-Тихвинской монастырь, постановление Правительства РФ от 2007 года обязало возвратить ряд занимаемых организациями и учреждениями объектов церкви. Согласно этому документу 354-й ОВКГ должен был освободить 9 строений. Госпиталь был переведён в здание бывшей первой городской больницы скорой медицинской помощи.
В 2003 году госпиталь вступил в ТФОМС Свердловской области и получил право лечить не только военных, но и жителей Екатеринбурга.
На середину 2000-х годов в госпитале было 14 хирургических и 16 терапевтических отделений, два центра, 14 лечебно-диагностических отделений, 21 лечебно-диагностический кабинет, шесть лабораторий. Ежегодно проходили лечение около 12 тысяч человек, выполняются более 2,5 тысяч операций. В госпитале работало 1100 человек, в том числе, 270 врачей, среди них пять кандидатов медицинских наук и девять «Заслуженных врачей РФ», 400 человек среднего медперсонала.

## Филиалы
В связи с реформой 2010 года под началом 354-го ОВКГ оказались военные госпитали бывшего Приволжско-Уральского военного округа, в сфере непосредственного подчинения 354-го ОВКГ на территории от Пензы до Иркутска оказалось 35 военных госпиталей, два из которых за границей — в Душанбе (Таджикистан) и Приозерске (Казахстан), 3 МОСН, сеть поликлиник, целый ряд медицинских пунктов кадетских корпусов и суворовских училищ.
| Филиал № | Фотография | Адрес                                          | Координаты |
| -------- | ---------- | ---------------------------------------------- | ---------- |
| 1        |            | г. Челябинск, Российская улица, 149            |            |
| 2        |            | Свердловская обл., г. Камышлов, ул. Боровая, 5 |            |
| 3        |            | г. Екатеринбург, ул. Листопадная, 12           |            |